# Паспорт громадянина Росії
Паспорт громадянина Росії — основний документ, що видається громадянину для посвідчення його особистості на території Російської Федерації. Паспорт зобов'язані мати всі громадяни, які досягли 14 річного віку. Для виїздів за межі Росії (за винятком ряду країн СНД, а також анексованих грузинських територій Абхазії і Південної Осетії) громадянам Росії видається закордонний паспорт.

## Вміст паспорта
У паспорт вносять такі відомості про особу громадянина:
- прізвище
- ім'я
- по батькові
- стать
- Дата народження
- Місце народження

### Серія та номер паспорта
Серія і номер паспорта записуються в форматі XX XX YYYYYY, де XX XX — 4-значна серія паспорта та YYYYYY — 6-значний номер паспорта.
Перші дві цифри серії паспорта відповідають коду Окатий регіону, в якому видано паспорт; третя і четверта цифри серії паспорта відповідають останнім двом цифрам року випуску бланка паспорта (допускається відхилення на 1-3 роки). Приклад: паспорт серії 45 04 виданий у місті Москва, а паспорт серії 37 11 виданий в Курганської області.
На 2 і 3 сторінках паспорта серія і номер паспорта нанесені в паспорті друкарським способом. До 2008 року серія і номер були також нанесені друкарською фарбою на наступних сторінках. З 2008 року на сторінках з 5 по 20, а також на останній сторінці серія і номер нанесені методом лазерної перфорації.

## Статус паспорта
Відповідно до ГК РФ, громадяни набувають права і виконують обов'язки під своїм ім'ям, прізвищем та по батькові. Формально паспорт не потрібен для того, щоб громадянин знайшов цивільні права і зміг виконати обов'язки. Однак відсутність паспорта різко скорочує можливості громадянина реалізувати свої права, навіть якщо у нього зберігається закордонний паспорт, водійське посвідчення або військовий квиток, що дозволяють його однозначно ідентифікувати.

## Перехід від паперового до пластикового паспорта
Федеральна міграційна служба планувала з 2015 року видавати громадянам новий паспорт у вигляді стандартної пластикової картки з електронною мікросхемою. У 2015 році ФМС запустила пілотний проект з видачі електронних паспортів. Масова видача електронних паспортів планувалася з 1 січня 2017-го, але його було відкладено до 15 березня 2018-го.
Планувалося, що використання виданих паперових паспортів продовжиться до закінчення їх терміну дії, але у зв'язку з тим, що далеко не скрізь в Росії є системи, що дозволяють його зчитувати, отримання зробили необов'язковим.
Новий паспорт повинен дозволити громадянам РФ замовляти і отримувати державні та муніципальні послуги через інтернет. Для використання нового паспорта через комп'ютер необхідно мати пристрій для читання карток — зчитувач, який підключається до всіх сучасних комп'ютерів через порт USB і повинен підтримувати стандарт PC / SC.

## Громадянство як окупація

### Видача паспотрів в окупованому Криму
Російське громадянство в Криму можна було отримати вже відразу після розпаду СРСР. Тоді кожен охочий міг безкоштовно отримати «вкладиш» громадянина Росії в український паспорт. 
Після анексії Криму Росією 2014 року українським громадянам, що проживали на цих територіях, почали видавати паспорти Російської федерації. Багато жителів залишали український паспорт і отримували російський як другий документ. Частина виданих таким чином паспортів виявилась недійсною. 
Ті жителі Криму, які відмовлялись отримувати російський паспорт, могли подати заяву до органів реєстрації. Вони отримували посвідку на проживання. Кримчани, що отримували російський паспорт, могли залишати українське громадянство, до українського паспорта жодних відміток ФМС РФ не ставила. Фактично, це порушує закон РФ про подвійне громадянство.
Спочатку отримання цих паспортів було добровільним, згодом, з травня 2016 року, кримчанам, що не отримали російського паспорта припинили виплату пенсій, зобов'язавши таким чином отримати новий документ.  В листопаді 2014 року Україна закрила вільний в'їзд з Криму на свою територію власникам російських паспортів. 
1 січня 2016 року ФМС висунула вимогу — обов'язково інформувати цю службу про наявність іншого, окрім російського, громадянства. 

### Видача паспортів на сході України
24 квітня 2019 року президент РФ Володимир Путін підписав указ про спрощене надання громадянства Росії жителям окремих районів Донецької і Луганської областей. Передбачається, що громадяни окупованих територій України зможуть стати громадянами Росії за три місяці, без обов'язкових іспитів на знання мови і без вимоги проживати в РФ п'ять років. Події передував попередній указ у лютому за 2017 рік, про визнання документів, виданих громадянам України та особам без громадянства, які проживають на територіях окремих районів Донецької та Луганської областей України. Видача російського паспорту в замін на здачу українського по заявах багатьох політиків знаменувала офіційну окупацію частини Донбасу. Видачу паспортів планують проводити на прилеглій території Ростовської області.

## Факти
- На третій сторінці під фото розташовано дві типографські позначки (два темних прямокутники розмірами 2×10 мм), призначені для орієнтування голови паспортера - їх добре видно на просвіт під фото з четвертої сторінки паспорта. Ці мітки зроблені з дрібнодисперсного порошку з магнітними властивостями.
- На другій і третій сторінках рядки для записів виконані словами дрібного шрифту, найчастіше складаються з назв відповідного поля без пробілів, наприклад «прізвищепрізвищепрізвище» для рядка «Прізвище» або «датадатадатадатадата» для рядку «Дата народження».
- Листи 19-20 з 2008 року прошиті металевою ниткою.
- До середини 2007 року паспорти видавала Паспортно-візова служба МВС Росії. Вона ставила на 2 сторінці паспорта штамп чорного кольору. З другої половини 2007 року дана функція передана до ФМС (Федеральної міграційної служби РФ). Штамп ФМС червоного кольору. В ультрафіолетовому світлі на 3 сторінці паспорта під фотографією видно три хвилястих лінії жовто-зеленого кольору з повторюваної написом "ФМС РОСІЇ".
- У листопаді 2010 року ФМС заявила про можливість скасування внутрішніх паспортів і заміни їх пластиковими ідентифікаційними картками або водійськими посвідченнями. [10]
- З 1 липня 2011 року запроваджуються паспорти, в яких основна інформація про людину укладена в запису, що читається сканером (аналогічним чином інформація вноситься до закордонного паспорта громадянина РФ). Дані в записі паспорта вносяться за власними правилами ФМС[11]. Здебільшого вони схожі на міжнародні правила записів в зоні паспортів для считуваннями машинами, але є й істотні відмінності.

## Галерея

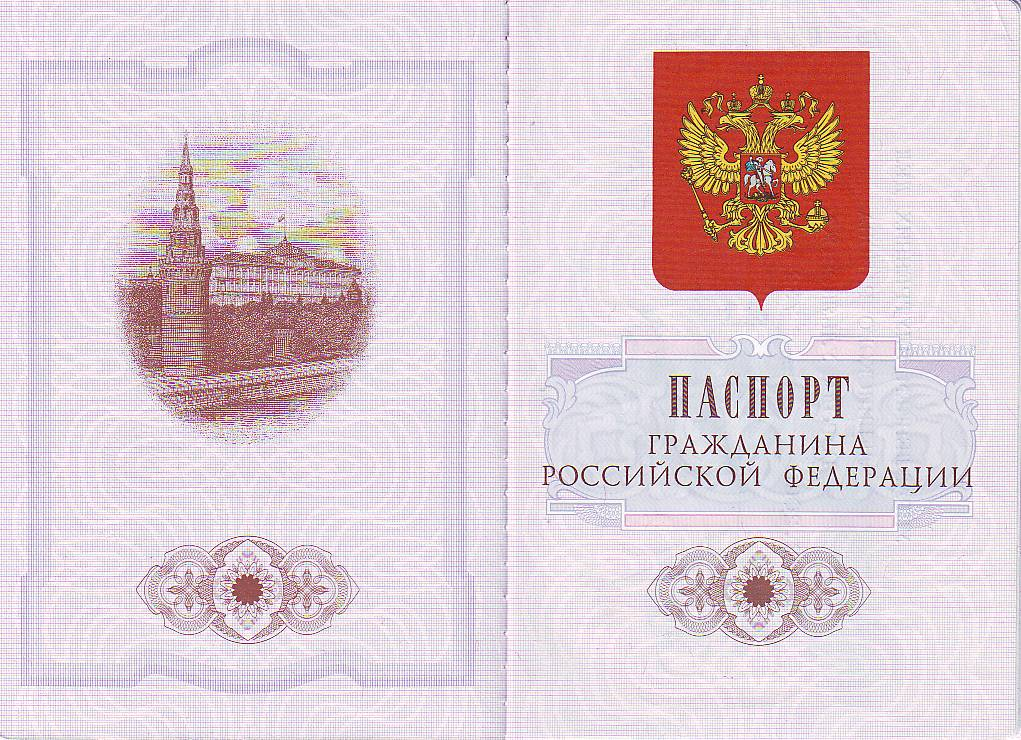
Перша сторінка паспорта
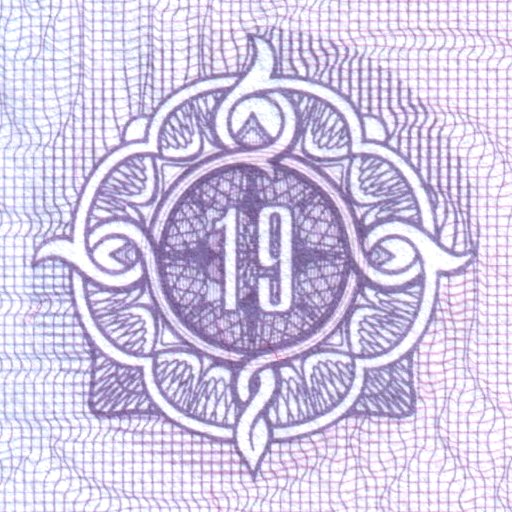
Оформлення номерів сторінок
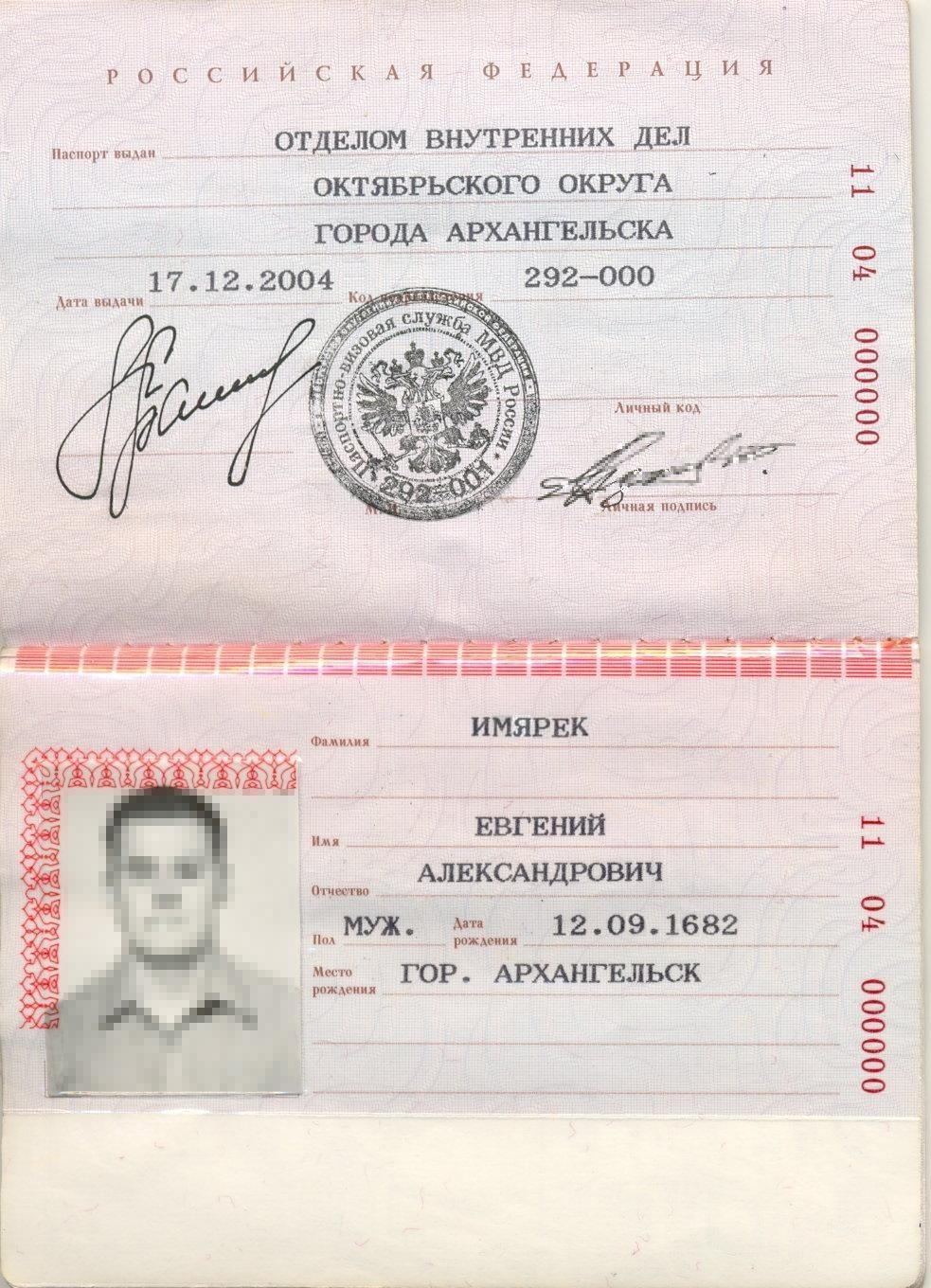
Другий головний розворот